# Santiago Semprún
Santiago Semprún nació en Madrid en el año 1969. Hijo de Santiago Semprún García y de Sofía Fernández, heredó de su padre la pasión por la literatura. Tras un periodo de inactividad surgido después de la muerte de su madre, comenzó una racha literaria en la que publicó siete libros en apenas dieciséis meses.
Su éxito se debió en parte a sus contactos, miembros de muchas mafias y editoriales más tarde cerradas por realizar actividades ilegales. En una de sus muchas charlas literarias, y con tan sólo 24 años, fue asesinado por un encapuchado que le disparó dos veces en la cabeza.

## Títulos
- La orden del Purgatorio
- El siete
- Noches de Condena
- El Despertar
- Los Hijos de Trogg
- Doce ovejas muertas
- Desesperanza es un sustantivo
- A de Asesino
- El último suspiro